# San Cristobalito, Larráinzar
San Cristobalito är en ort i Mexiko.   Den ligger i kommunen Larráinzar och delstaten Chiapas, i den sydöstra delen av landet, 700 km öster om huvudstaden Mexico City. San Cristobalito ligger 1 929 meter över havet och antalet invånare är 640.
Terrängen runt San Cristobalito är kuperad åt sydväst, men åt nordost är den bergig. Runt San Cristobalito är det ganska tätbefolkat, med 166 invånare per kvadratkilometer. Närmaste större samhälle är Bochil, 12,1 km nordväst om San Cristobalito. I omgivningarna runt San Cristobalito växer i huvudsak städsegrön lövskog.